# Hayato Okanaka
Hayato Okanaka (岡中 勇人?, Okanaka Hayato; Prefettura di Hyōgo, 26 settembre 1968) è un ex calciatore giapponese, di ruolo portiere.